# 乌尔克河畔诺鲁瓦
烏爾克河畔诺鲁瓦（法語：Noroy-sur-Ourcq，法語發音：[nɔʁwa syʁ uʁk]）是法国上法兰西大区埃纳省的一个市镇，位于该省西南部，属于苏瓦松区。

## 地理
乌尔克河畔诺鲁瓦（49°12'20"N, 3°12'50"E）面积5.15 平方千米，位于法国上法蘭西大區埃纳省，该省份为法国北部内陆省份，北起北部省，西接索姆省和瓦兹省，东临阿登省和马恩省，西南至塞纳-马恩省，东北部与比利时接壤。
与乌尔克河畔诺鲁瓦接壤的市镇（或旧市镇、城区）包括：昂西安维尔、舒伊、法沃罗勒、马里济-圣热讷维耶沃、特罗埃讷。

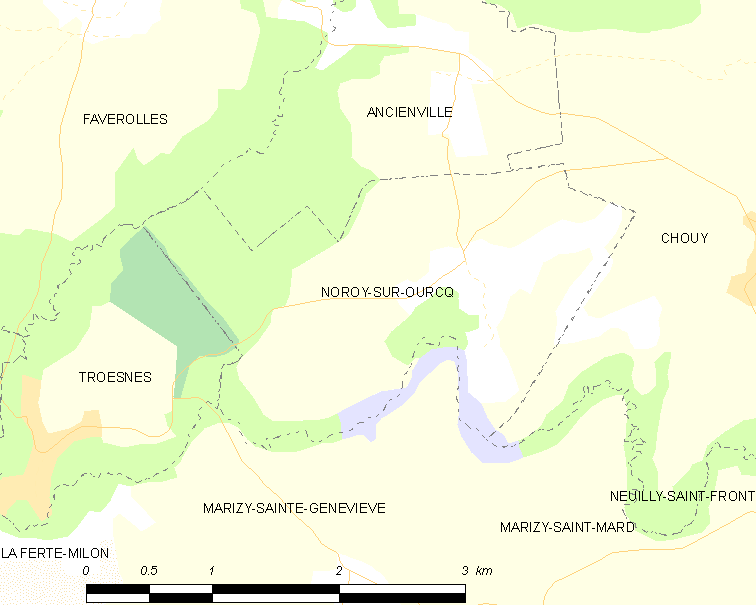
乌尔克河畔诺鲁瓦的OSM定位图

乌尔克河畔诺鲁瓦的时区为UTC+01:00、UTC+02:00（夏令时）。

## 行政
乌尔克河畔诺鲁瓦的邮政编码为02600，INSEE市镇编码为02557。

## 政治
乌尔克河畔诺鲁瓦所属的省级选区为维莱科特雷县。

## 人口

1962-2008年间乌尔克河畔诺鲁瓦人口变化图示

乌尔克河畔诺鲁瓦于2022年1月1日时的人口数量为126人。